# Тельгте
Тельгте (нім. Telgte) — місто в Німеччині, знаходиться в землі Північний Рейн-Вестфалія. Підпорядковується адміністративному округу Мюнстер. Входить до складу району Варендорф.
Площа — 90,6 км2. Населення становить 19 841 ос. (станом на 31 грудня 2020).